# Dampfnudel
Une Dampfnudel (ou Dampfnüdel en alsacien) est un petit pain blanc ou pain au lait gonflé à la vapeur, consommé comme un repas ou en dessert.

## Lieu
C'est une spécialité du sud de l'Allemagne (Bavière et Palatinat) et d'Autriche. On peut aussi en manger dans le nord-est de la France, en Alsace-Moselle, ainsi qu'au Luxembourg et en Suisse.

## Ingrédients et préparation
Les Dampfnudeln sont fabriquées à partir d'une pâte composée de farine blanche, eau, levure, sel, beurre ou margarine, et parfois aussi des œufs et éventuellement un peu de sucre. La pâte est façonnée en boules de la taille d'un œuf et mise à lever. Ensuite, elles sont cuites dans un pot fermé, de préférence une casserole de fer avec un couvercle, avec du lait, du sucre et du beurre (ou de l'eau salée et de la graisse) jusqu'à ce que se forme une espèce de croûte brune au fond après que le liquide se soit évaporé. Les sommets restent blancs.
En Bavière, il existe des Dampfnudeln fourrées alors qu'elles ne le sont jamais en Palatinat.
Les Dampfnudeln sont généralement servies comme plat principal avec un accompagnement savoureux comme du chou, de la salade, des cornichons, de la soupe de pommes de terre, de la soupe aux lentilles, ou des champignons dans de la sauce blanche. Elles peuvent également être servies comme dessert avec de la crème à la vanille, de la confiture ou des fruits cuits. En Bavière et en Palatinat, cependant, les Dampfnudeln sont traditionnellement servies comme plat principal.